# Kuivajärvi (sjö i Finland, Kajanaland, lat 64,65, long 30,05)
Kuivajärvi är en sjö i Finland. Den ligger i kommunen Suomussalmi i landskapet Kajanaland, i den östra delen av landet, 600 km nordost om huvudstaden Helsingfors. Kuivajärvi ligger 240,1 meter över havet. Den är 8 meter djup. Arean är 1,48 kvadratkilometer och strandlinjen är 10,93 kilometer lång. Sjön  ingår i Uleälvens huvudavrinningsområde. 